# Qaḑā' Bal‘amā
Qaḑā' Bal‘amā (arabiska: قضاء بلعما) är en kommun i Jordanien.   Den ligger i guvernementet Mafraq, i den norra delen av landet, 30 km nordost om huvudstaden Amman.